# 砂蓝刺头
砂蓝刺头（学名：Echinops gmelinii）为菊科蓝刺头属的植物。分布于俄罗斯、蒙古以及中国大陆的陕西、辽宁、吉林、新疆、宁夏、河北、河南、甘肃、内蒙古、黑龙江、青海、山西等地，生长于海拔580米至3,120米的地区，多生长在山坡砾石地、黄土丘陵、荒漠草原以及河滩沙地，目前尚未由人工引种栽培。